# Круглянка
Кругля́нка —  село в Україні, у Нововодолазькій селищній громаді Харківського району Харківської області. Населення становить 199 осіб. Колишній (до 2017) орган місцевого самоврядування — Знам'янська сільська рада.

## Географія
Село Круглянка знаходиться на правому березі річки Мжа в місці впадання в неї річки Івани, вище за течією на відстані 3,5 км розташоване село Піски, нижче за течією примикає село Федорівка, на протилежному березі - села Брідок і Федорівка. Поруч проходить автомобільна дорога Т 1901.

## Історія
12 червня 2020 року, розпорядженням Кабінету Міністрів України № 725-р «Про визначення адміністративних центрів та затвердження територій територіальних громад Харківської області», увійшло до складу Нововодолазької селищної громади.
19 липня 2020 року, в результаті адміністративно-територіальної реформи та ліквідації Нововодолазького району, село увійшло до складу новоутвореного Харківського району.